# Presbyterian Church in Ireland
Presbyterianska kyrkan i Irland (engelska: Presbyterian Church in Ireland, iriska: Eaglais Phreispitéireach in Éirinn) är det största presbyterianska trossamfundet i Irland och den största protestantiska kyrkan i Nordirland.
Kyrkan är medlem av de Reformerta kyrkornas världsallians.